# Cierp-Gaud
Pour les articles homonymes, voir Cier.
Cierp-Gaud est une commune française située dans le sud-ouest du département de la Haute-Garonne, en région Occitanie.
Sur le plan historique et culturel, la commune est dans le pays de Comminges, correspondant à l’ancien comté de Comminges, circonscription de la province de Gascogne située sur les départements actuels du Gers, de la Haute-Garonne, des Hautes-Pyrénées et de l'Ariège.
Exposée à un climat de montagne, elle est drainée par la Pique, le ruisseau de Marignac et par divers autres petits cours d'eau. La commune possède un patrimoine naturel remarquable : trois sites Natura 2000 (les « zones rupestres xérothermiques du bassin de Marignac, Saint-Béat, pic du Gar, montagne de Rié » et la « haute vallée de la Garonne » et « Garonne, Ariège, Hers, Salat, Pique et Neste »), deux espaces protégés (« la Garonne, l'Ariège, l'Hers Vif et le Salat » et le « Burat ») et sept zones naturelles d'intérêt écologique, faunistique et floristique.
Cierp-Gaud est une commune rurale qui compte 696 habitants en 2022, après avoir connu un pic de population de 1 619 habitants en 1846. Elle fait partie de l'aire d'attraction de Bagnères-de-Luchon. Ses habitants sont appelés les Cierpois ou  Cierpoises.

## Géographie

### Localisation
La commune de Cierp-Gaud se trouve dans le département de la Haute-Garonne, en région Occitanie.
Elle se situe à 100 km à vol d'oiseau de Toulouse, préfecture du département, à 22 km de Saint-Gaudens, sous-préfecture, et à 14 km de Bagnères-de-Luchon, bureau centralisateur du canton de Bagnères-de-Luchon dont dépend la commune depuis 2015 pour les élections départementales.
La commune fait en outre partie du bassin de vie de Bagnères-de-Luchon.
Sur le plan historique et culturel, Cierp-Gaud fait partie du pays de Comminges, correspondant à l’ancien comté de Comminges, circonscription de la province de Gascogne située sur les départements actuels du Gers, de la Haute-Garonne, des Hautes-Pyrénées et de l'Ariège.

### Communes limitrophes
Les communes limitrophes sont  Baren, Burgalays, Cazarilh, Chaum, Esbareich, Esténos, Marignac, Mauléon-Barousse, Saléchan, Signac et Thèbe.
Cierp-Gaud est limitrophe de onze autres communes, dont cinq dans le département des Hautes-Pyrénées. Au nord-ouest, le territoire communal de Cierp-Gaud est limitrophe de celui de Cazarilh par un simple quadripoint au Soum d'Esclété. Au nord, il est limitrophe de celui de Saléchan par un autre quadripoint, au sommet de Cot de Coudous.

### Géologie et relief

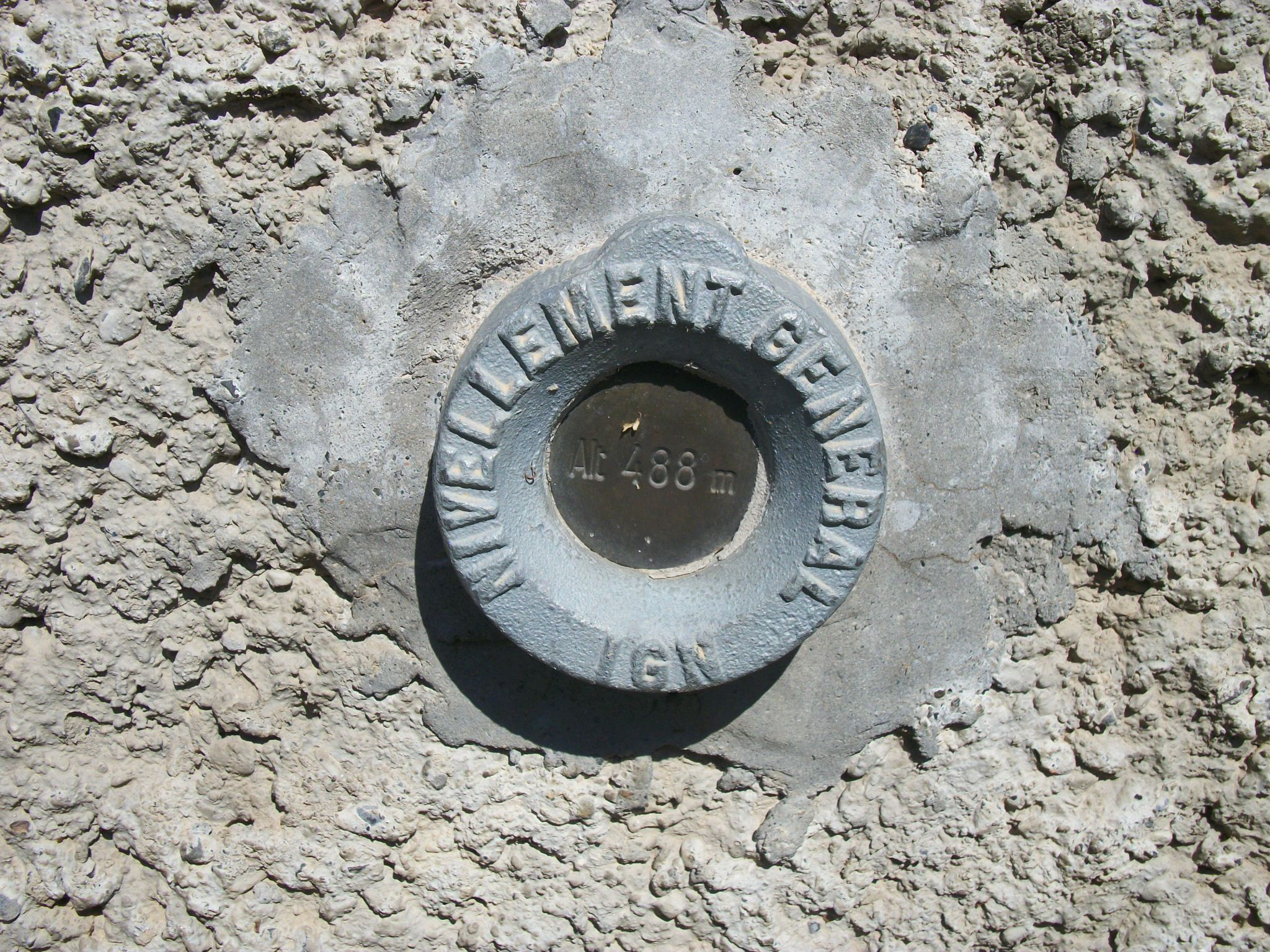
Borne de nivellement sur le mur de l'église - Altitude 488m.

L'altitude minimale, 460 mètres, se trouve au nord, là où la Pique quitte le territoire communal pour servir de limite entre ceux de Chaum et d'Esténos. L'altitude maximale atteint 1 894 mètres au pic de Maupas, à l'extrême-sud, en limite de deux autres communes, Baren et Marignac.

### Hydrographie
La commune est drainée par la Pique, le ruisseau de Marignac, le ruisseau de Bayarnes, le ruisseau de Labach, le ruisseau d'Escalères et par divers petits cours d'eau, constituant un réseau hydrographique de 11 km de longueur totale,.
La Pique, d'une longueur totale de 32,9 km, prend sa source dans la commune de Bagnères-de-Luchon et s'écoule vers le nord. Elle traverse la commune et se jette dans la Garonne à Chaum, après avoir traversé 17 communes.

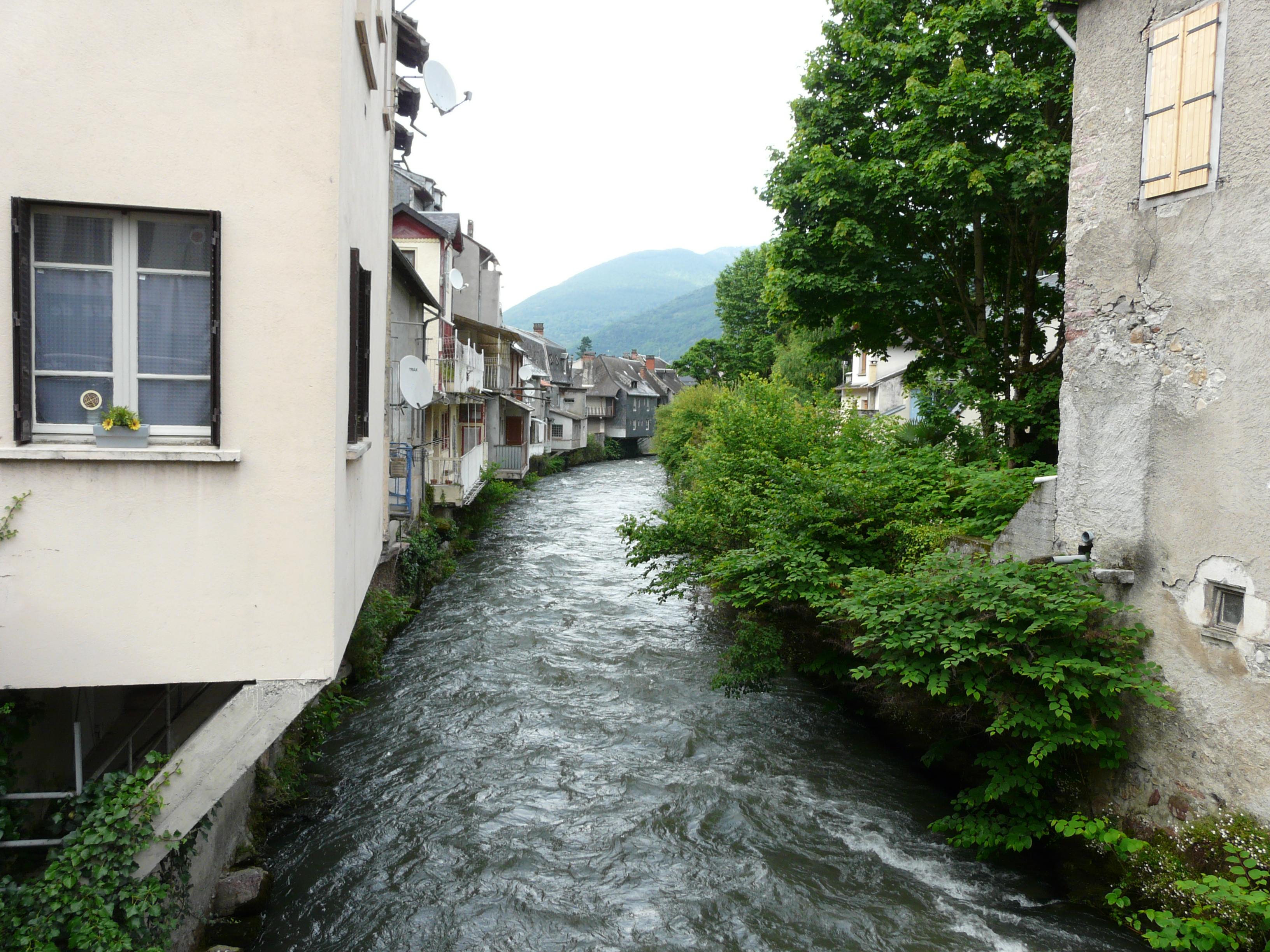
La Pique à Cierp-Gaud.
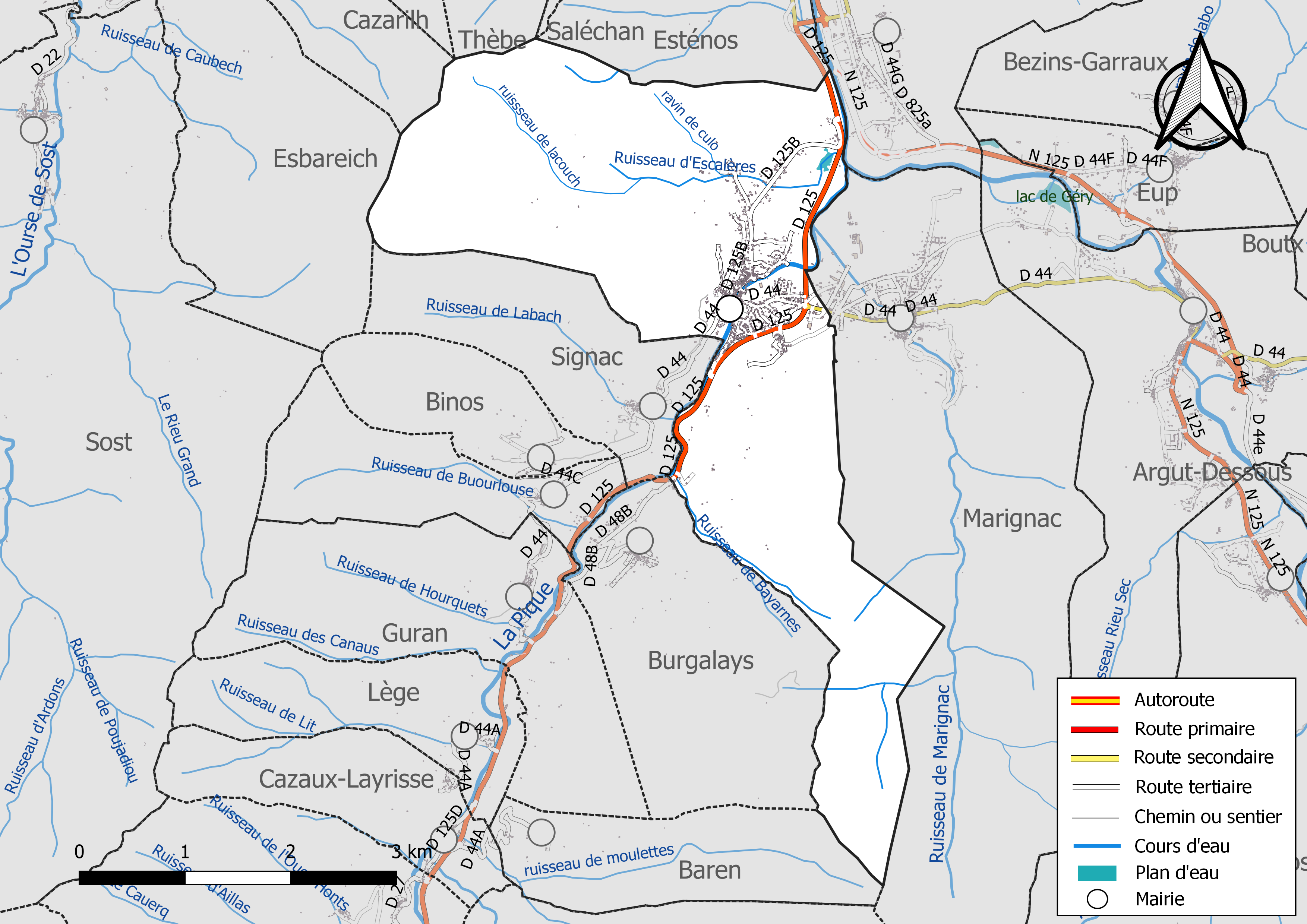
Réseaux hydrographique et routier de Cierp-Gaud.

### Climat
Pour des articles plus généraux, voir Climat de l'Occitanie et Climat de la Haute-Garonne.
En 2010, le climat de la commune est de type climat des marges montargnardes, selon une étude s'appuyant sur une série de données couvrant la période 1971-2000. En 2020, Météo-France publie une typologie des climats de la France métropolitaine dans laquelle la commune est exposée à un climat de montagne ou de marges de montagne et est dans la région climatique Pyrénées centrales, caractérisée par une pluviométrie annuelle de 1 000 à 1 200 mm.
Pour la période 1971-2000, la température annuelle moyenne est de 11,1 °C, avec une amplitude thermique annuelle de 14,7 °C. Le cumul annuel moyen de précipitations est de 1 057 mm, avec 9,8 jours de précipitations en janvier et 6,9 jours en juillet. Pour la période 1991-2020, la température moyenne annuelle observée sur la station météorologique la plus proche, située dans la commune de Bagnères-de-Luchon à 14 km à vol d'oiseau, est de 11,5 °C et le cumul annuel moyen de précipitations est de 940,5 mm,. Pour l'avenir, les paramètres climatiques de la commune estimés pour 2050 selon différents scénarios d'émission de gaz à effet de serre sont consultables sur un site dédié publié par Météo-France en novembre 2022.

### Milieux naturels et biodiversité

#### Espaces protégés
La protection réglementaire est le mode d’intervention le plus fort pour préserver des espaces naturels remarquables et leur biodiversité associée,.
Deux espaces protégés sont présents dans la commune : 
- « la Garonne, l'Ariège, l'Hers Vif et le Salat », objet d'un arrêté de protection de biotope, d'une superficie de 1 658,7 ha[16] ;
- le « Burat », une réserve biologique dirigée, d'une superficie de 507,3 ha[17].

#### Réseau Natura 2000

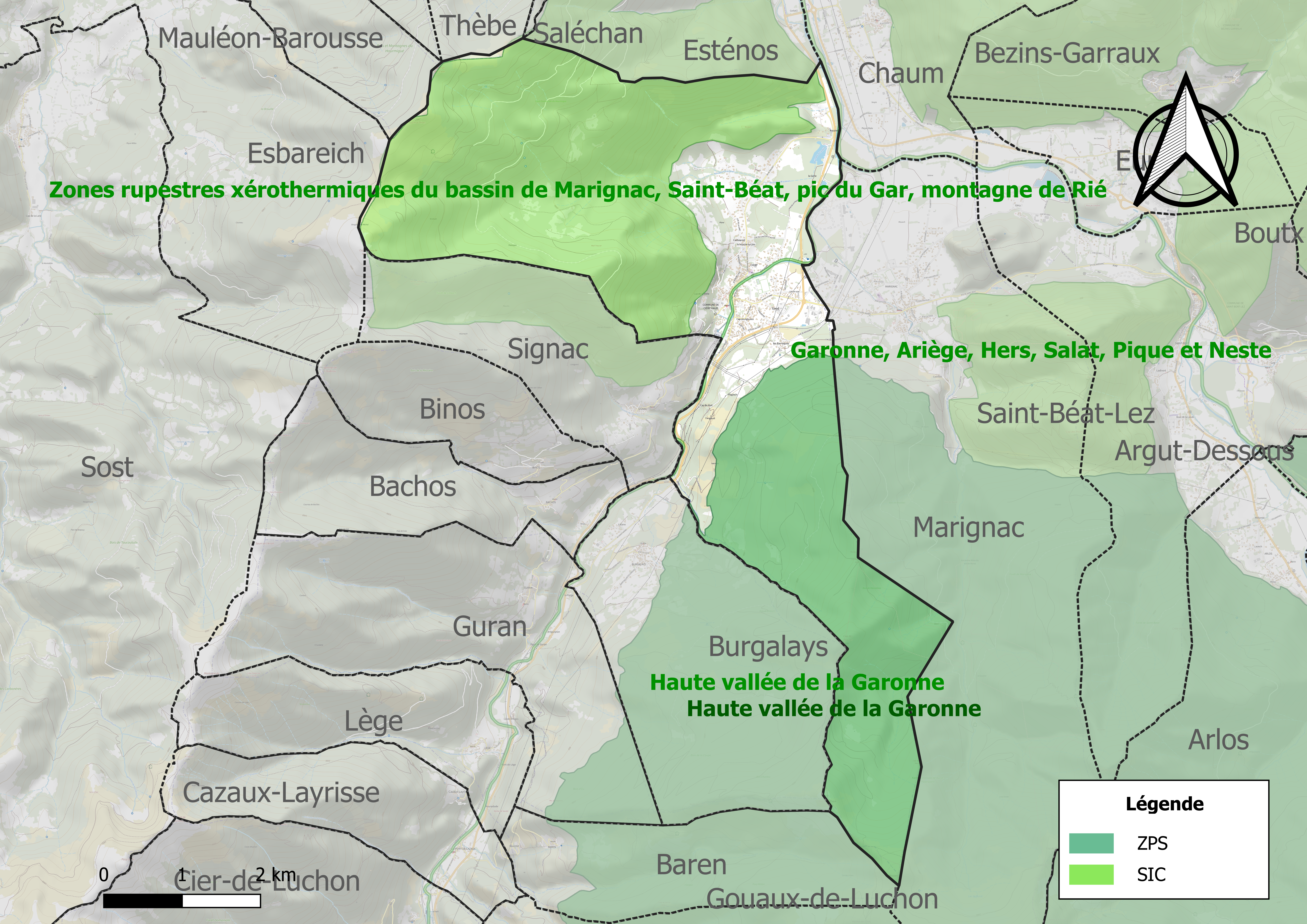
Sites Natura 2000 sur le territoire communal.

Le réseau Natura 2000 est un réseau écologique européen de sites naturels d'intérêt écologique élaboré à partir des directives habitats et oiseaux, constitué de zones spéciales de conservation (ZSC) et de zones de protection spéciale (ZPS).
Un site Natura 2000 est défini dans la commune tant au titre de la directive oiseaux, que de la directive habitats, la « haute vallée de la Garonne ». Occupant une superficie de 11 134 ha, il s'agit d'une vallée profonde, marquée par l'érosion glaciaire, avec une végétation essentiellement acidiphile caractérisée par des landes à Callune, une forte étendue du manteau boisé, une présence ponctuelle de formations alpines et la présence d'Ours liée à une réintroduction expérimentale. Ce site héberge une avifaune de montagne bien représentée avec bon nombre d'espèces de l'annexe I qui s'y reproduisent, parmi lesquelles sept espèces inféodées aux milieux forestiers.
Deux autres sites relèvent de la directive habitats : 
- les « zones rupestres xérothermiques du bassin de Marignac, Saint-Béat, pic du Gar, montagne de Rié », d'une superficie de 7 680 ha, sont un espace présentant une grande richesse floristique et faunistique du fait de la diversité et de la complémentarité des habitats présents (pelouses, landes, forêts, parois rocheuses, ravins, torrents encaissés). Des ours sont présents à la suite de leur réintroduction[22] ;
- « Garonne, Ariège, Hers, Salat, Pique et Neste », d'une superficie de 9 581 ha, un réseau hydrographique pour les poissons migrateurs (zones de frayères actives et potentielles importantes pour le Saumon en particulier qui fait l'objet d'alevinages réguliers et dont des adultes atteignent déjà Foix sur l'Ariège[23].

#### Zones naturelles d'intérêt écologique, faunistique et floristique

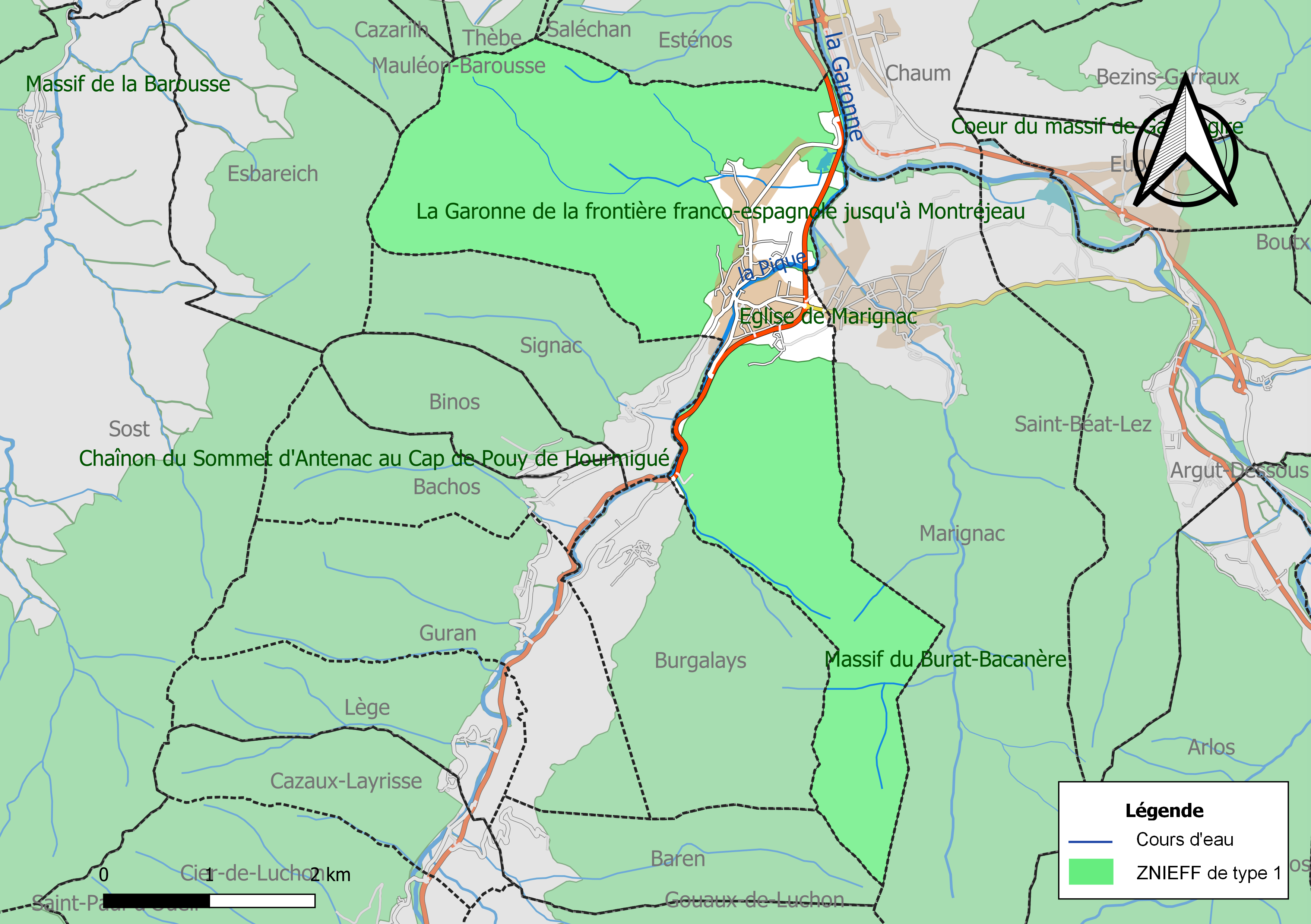
Carte des ZNIEFF de type 1 localisées dans la commune.

L’inventaire des zones naturelles d'intérêt écologique, faunistique et floristique (ZNIEFF) a pour objectif de réaliser une couverture des zones les plus intéressantes sur le plan écologique, essentiellement dans la perspective d’améliorer la connaissance du patrimoine naturel national et de fournir aux différents décideurs un outil d’aide à la prise en compte de l’environnement dans l’aménagement du territoire.
Quatre ZNIEFF de type 1 sont recensées dans la commune :
- « chaînon du sommet d'Antenac au cap de Pouy de Hourmigué » (5 751 ha), couvrant 22 communes dont 16 dans la Haute-Garonne et six dans les Hautes-Pyrénées[25] ;
- « la Garonne de la frontière franco-espagnole jusqu'à Montréjeau » (469 ha), couvrant 38 communes dont 28 dans la Haute-Garonne et dix dans les Hautes-Pyrénées[26] ;
- le « massif du Burat-Bacanère » (8 318 ha), couvrant 15 communes du département[27] ;
- la « rivière de la Pique, entre Luchon et la Garonne. » (143 ha), couvrant 16 communes du département[28] ;

et trois ZNIEFF de type 2, : 
- « Garonne amont, Pique et Neste » (1 788 ha), couvrant 112 communes dont 42 dans la Haute-Garonne et 70 dans les Hautes-Pyrénées[29] ;
- la « Haute montagne en Haute-Garonne » (33 294 ha), couvrant 49 communes dont 41 dans la Haute-Garonne et huit dans les Hautes-Pyrénées[30] ;
- le « massif de la Barousse et chaînon du sommet d´Antenac au cap de Pouy de Hourmigué » (15 691 ha), couvrant 33 communes dont 18 dans la Haute-Garonne et 15 dans les Hautes-Pyrénées[31].

## Urbanisme

### Typologie
Au 1er janvier 2024, Cierp-Gaud est catégorisée commune rurale à habitat dispersé, selon la nouvelle grille communale de densité à sept niveaux définie par l'Insee en 2022.
Elle est située hors unité urbaine. Par ailleurs la commune fait partie de l'aire d'attraction de Bagnères-de-Luchon, dont elle est une commune de la couronne,. Cette aire, qui regroupe 44 communes, est catégorisée dans les aires de moins de 50 000 habitants,.

### Occupation des sols

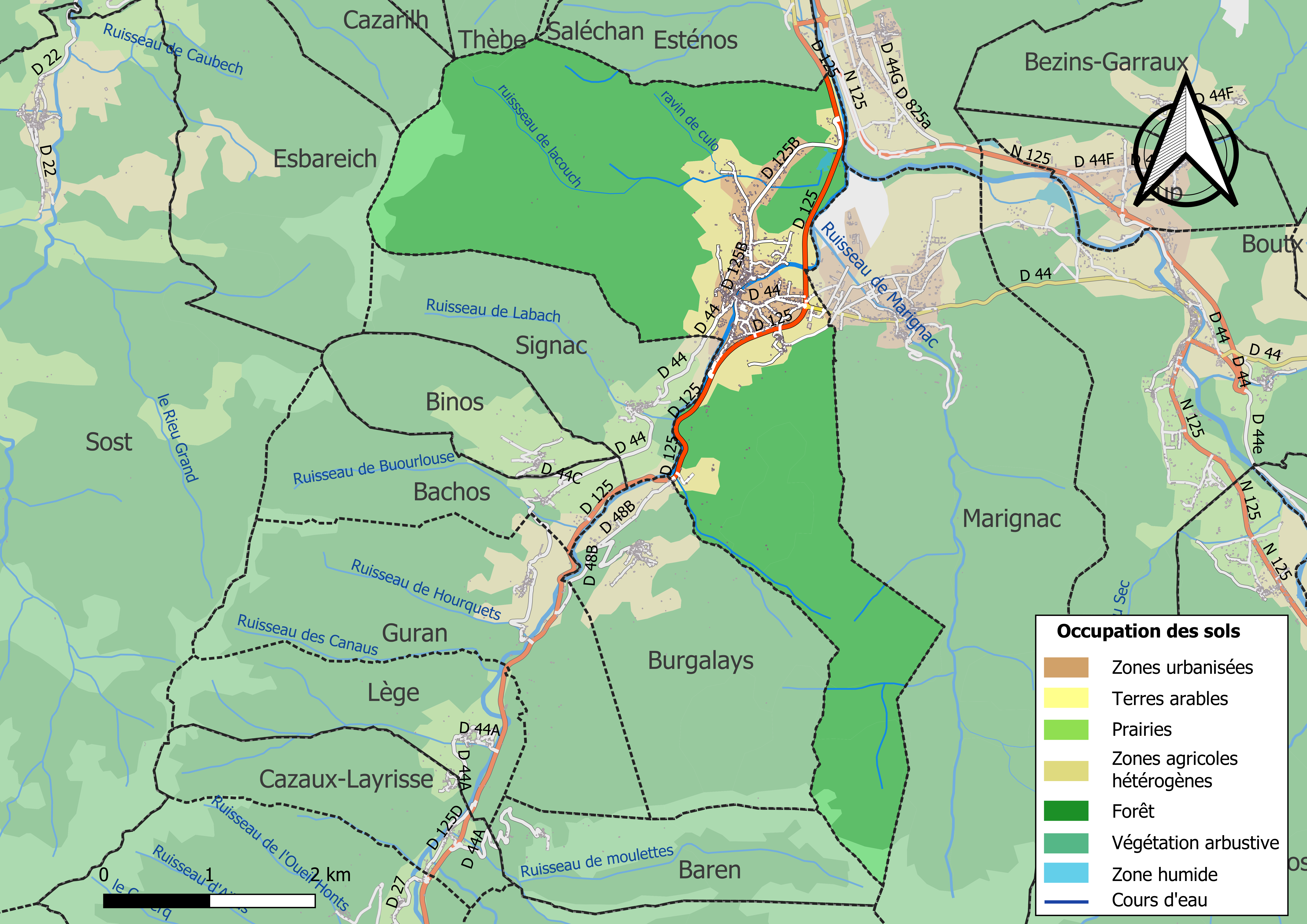
Carte des infrastructures et de l'occupation des sols de la commune en 2018 (CLC).

L'occupation des sols de la commune, telle qu'elle ressort de la base de données européenne d’occupation biophysique des sols Corine Land Cover (CLC), est marquée par l'importance des forêts et milieux semi-naturels (85,3 % en 2018), une proportion sensiblement équivalente à celle de 1990 (84,7 %). La répartition détaillée en 2018 est la suivante : 
forêts (81,9 %), zones agricoles hétérogènes (7,6 %), zones urbanisées (6,7 %), milieux à végétation arbustive et/ou herbacée (3,4 %), zones industrielles ou commerciales et réseaux de communication (0,4 %). L'évolution de l’occupation des sols de la commune et de ses infrastructures peut être observée sur les différentes représentations cartographiques du territoire : la carte de Cassini (XVIIIe siècle), la carte d'état-major (1820-1866) et les cartes ou photos aériennes de l'IGN pour la période actuelle (1950 à aujourd'hui).

### Habitat et logement
En 2018, le nombre total de logements dans la commune était de 731, alors qu'il était de 684 en 2013 et de 690 en 2008.
Parmi ces logements, 51,9 % étaient des résidences principales, 39,6 % des résidences secondaires et 8,5 % des logements vacants. Ces logements étaient pour 81,8 % d'entre eux des maisons individuelles et pour 16,9 % des appartements.
Le tableau ci-dessous présente la typologie des logements à Cierp-Gaud en 2018 en comparaison avec celle de la Haute-Garonne et de la France entière. Une caractéristique marquante du parc de logements est ainsi une proportion de résidences secondaires et logements occasionnels (39,6 %) très supérieure à celle du département (4,4 %) et à celle de la France entière (9,7 %). Concernant le statut d'occupation de ces logements, 72,7 % des habitants de la commune sont propriétaires de leur logement (69,8 % en 2013), contre 52,3 % pour la Haute-Garonne et 57,5 % pour la France entière.
| Typologie                                               | Cierp-Gaud | Haute-Garonne | France entière |
| ------------------------------------------------------- | ---------- | ------------- | -------------- |
| Résidences principales (en %)                           | 51,9       | 88,3          | 82,1           |
| Résidences secondaires et logements occasionnels (en %) | 39,6       | 4,4           | 9,7            |
| Logements vacants (en %)                                | 8,5        | 7,3           | 8,2            |

### Voies de communication et transports

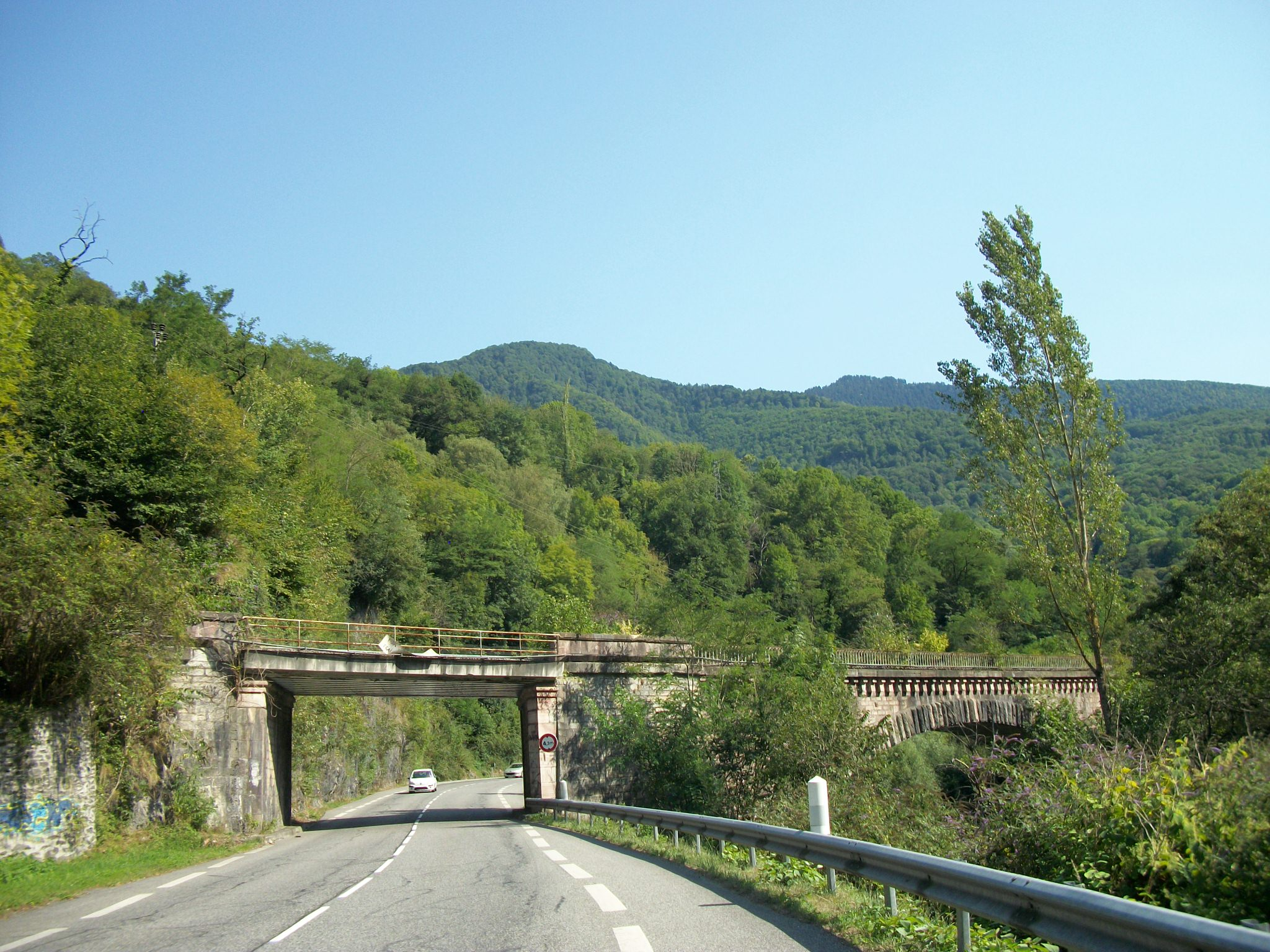
Pont de la ligne SNCF Montréjeau à Luchon passant à Cierp-Gaud au-dessus de la RD 125 et de la Pique.

La commune est desservie par les routes départementales RD 44 et l'ancienne  route nationale 125 (actuelle RD 125). À proximité immédiate, la gare de Marignac - Saint-Béat située sur la ligne de Montréjeau à Luchon permet un accès par le train.

### Risques naturels et technologiques
Le territoire de la commune de Cierp-Gaud est vulnérable à différents aléas naturels : météorologiques (tempête, orage, neige, grand froid, canicule ou sécheresse), inondations, feux de forêts, mouvements de terrains et séisme (sismicité moyenne). Il est également exposé à un risque technologique, la rupture d'un barrage, et à un risque particulier : le risque de radon. Un site publié par le BRGM permet d'évaluer simplement et rapidement les risques d'un bien localisé soit par son adresse soit par le numéro de sa parcelle.

#### Risques naturels
Certaines parties du territoire communal sont susceptibles d’être affectées par le risque d’inondation par débordement de cours d'eau, notamment la Pique. La commune a été reconnue en état de catastrophe naturelle au titre des dommages causés par les inondations et coulées de boue survenues en 1982, 1999, 2009 et 2013,.
Un plan départemental de protection des forêts contre les incendies a été approuvé par arrêté préfectoral du 25 septembre 2006. Cierp-Gaud est exposée au risque de feu de forêt du fait de la présence sur son territoire du massif des Pyrénées. Il est ainsi défendu aux propriétaires de la commune et à leurs ayants droit de porter ou d’allumer du feu dans l'intérieur et à une distance de 200 mètres des bois, forêts, plantations, reboisements ainsi que des landes. L’écobuage est également interdit, ainsi que les feux de type méchouis et barbecues, à l’exception de ceux prévus dans des installations fixes (non situées sous couvert d'arbres) constituant une dépendance d'habitation,

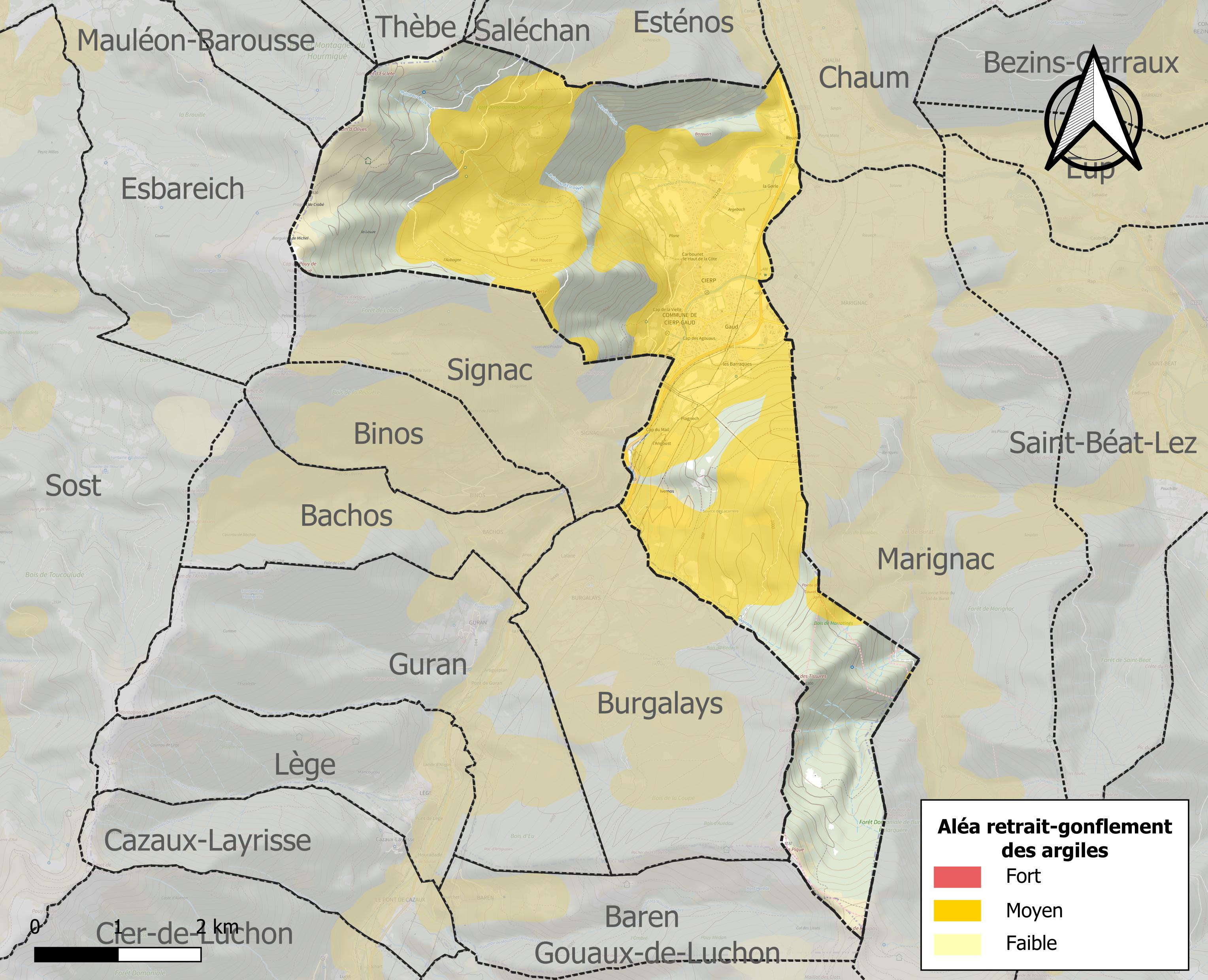
Carte des zones d'aléa retrait-gonflement des sols argileux de Cierp-Gaud.

La commune est vulnérable au risque de mouvements de terrains constitué principalement du retrait-gonflement des sols argileux. Cet aléa est susceptible d'engendrer des dommages importants aux bâtiments en cas d’alternance de périodes de sécheresse et de pluie. 54,7 % de la superficie communale est en aléa moyen ou fort (88,8 % au niveau départemental et 48,5 % au niveau national). Sur les 552 bâtiments dénombrés dans la commune en 2019, 551 sont en aléa moyen ou fort, soit 100 %, à comparer aux 98 % au niveau départemental et 54 % au niveau national. Une cartographie de l'exposition du territoire national au retrait gonflement des sols argileux est disponible sur le site du BRGM,.
Par ailleurs, afin de mieux appréhender le risque d’affaissement de terrain, l'inventaire national des cavités souterraines permet de localiser celles situées dans la commune.
Concernant les mouvements de terrains, la commune a été reconnue en état de catastrophe naturelle au titre des dommages causés par des mouvements de terrain en 1999.

#### Risques technologiques
La commune est en outre située en aval du barrage du Portillon sur la Neste d'Oô. À ce titre elle est susceptible d’être touchée par l’onde de submersion consécutive à la rupture de cet ouvrage.

#### Risque particulier
Dans plusieurs parties du territoire national, le radon, accumulé dans certains logements ou autres locaux, peut constituer une source significative d’exposition de la population aux rayonnements ionisants. Certaines communes du département sont concernées par le risque radon à un niveau plus ou moins élevé. Selon la classification de 2018, la commune de Cierp-Gaud est classée en zone 3, à savoir zone à potentiel radon significatif.

## Toponymie
"Si" se retrouve en aquitain avec le sens de "eau".
"Er" se retrouves en basque avec le sens de "bord".
Le "P" final a le sens de "bas"
.

## Histoire

### Préhistoire
Environ 3 000 ans av. J.-C., sous la poussée de nouvelles populations venues du nord-est de l'Europe qui occupèrent les sous-plateaux pyrénéens, les montagnes servirent probablement de refuge à des populations qui s'installèrent à flanc de montagne, sur les soulasses (terrasses glaciaires), évitant ainsi les fonds de vallées marécageux.

### Antiquité
C'est ainsi que s'installent les Celtes (900 à 500 av. J.-C.) puis les Ibères (600 av. J.-C.) et les Volques Tectosages (IIIe siècle av. J.-C.).
Vers 125 av. J.-C. les Romains soumettent les montagnes commingeoises et en 75 av. J.-C. rattachent les Gautes ou Guitos, peuple du confluent Pique - Garonne, aux Convènes (les Convenae, d'où le nom de Comminges), peuple du Comminges né du succès de Pompée sur Sertorius qui après avoir maté la révolte des Celtibères fait de la région un vaste camp de prisonniers.
Des inscriptions lapidaires d'époque gallo-romaine ont été trouvées à "Gaut", mentionnant des divinités nommées Alar, Gar et Ilun.
En 52 av. J.-C., les Gautes restent insensibles à la cause de Pompée et à l'appel de Vercingétorix. Au VIe siècle, les Vascons s'installent dans la vallée, puis les Francs (Dagobert serait venu lui-même fouler le sol du confluent). La vallée connait à son tour les razzias des Sarrasins.

### Moyen Âge
En 1156, les Templiers s'installent à Cierp et dans d'autres villages de la région d'où ils rayonnaient pour garder les passages de la montagne et défendre les voyageurs.[réf. nécessaire]
Pendant la guerre de Cent Ans, le pays du confluent est occupé par des collaborateurs des Anglais.

### Temps modernes
En 1591, à l'époque des guerres de religion, Cierp-Gaud et son château ont vécu des moments dramatiques.
En 1702, alors que la guerre de Succession d'Espagne se déroule dans les plaines de Catalogne et d'Aragon des préparatifs en vue de l'attaque du Vénasque et du Val d'Aran sont déclenchés. Le sentier qui relie Montréjeau à Luchon est amélioré et les troupes régulières installent un dépôt à Cierp.
Vers 1715, à l'occasion de la guerre de la Quadruple-Alliance, trois bataillons de Picardie et de Suisse installent leur quartier général à Cierp.

### Époque contemporaine
Entre 1830 et 1841, la terre ne permettant que de faibles récoltes, de nombreux habitants émigrent vers Toulouse, Bordeaux, Paris, l'Algérie et l'Amérique et d'autres se lancent dans le colportage[réf. nécessaire].
Le nom de Cierp-Gaud n'apparait qu'en 1972, lorsque les communes de Cierp et de Gaud fusionnent. L'année suivante, la commune de Signac entre en fusion-association avec Cierp-Gaud qui prend alors le nom de Cierp-Gaud-Signac. En 1983, Signac reprend son indépendance et Cierp-Gaud-Signac redevient Cierp-Gaud,.

## Politique et administration

### Rattachements administratifs et électoraux

#### Rattachements administratifs
La commune se trouve dans l'arrondissement de Saint-Gaudens du département de la Haute-Garonne.
Elle faisait partie depuis 1802 du canton de Saint-Béat. Dans le cadre du redécoupage cantonal de 2014 en France, cette circonscription administrative territoriale a disparu, et le canton n'est plus qu'une circonscription électorale.

#### Rattachements électoraux
Pour les élections départementales, la commune fait partie depuis 2014 du canton de Bagnères-de-Luchon
Pour l'élection des députés, elle fait partie de la huitième circonscription de la Haute-Garonne.

### Intercommunalité
Cierp-Gaud était membre de la petite communauté de communes du canton de Saint-Béat, un établissement public de coopération intercommunale (EPCI) à fiscalité propre créé en 2002 et auquel la commune avait transféré un certain nombre de ses compétences, dans les conditions déterminées par le code général des collectivités territoriales.
Dans le cadre des dispositions de la loi portant nouvelle organisation territoriale de la République du 7 août 2015, qui prévoit que les établissements publics de coopération intercommunale (EPCI) à fiscalité propre doivent avoir un minimum de 15 000 habitants, cette intercommunalité a fusionné avec ses voisines  pour former, le 1er janvier 2017, la communauté de communes des Pyrénées Haut-Garonnaises, dont est désormais membre la commune.

### Administration municipale
Le nombre d'habitants étant compris entre 500 et 1 499 habitants, le nombre de membres du conseil municipal  est de quinze.

### Liste des maires
| Période                                  | Période                        | Identité           | Étiquette | Qualité |
| ---------------------------------------- | ------------------------------ | ------------------ | --------- | --- |
| Les données manquantes sont à compléter. |                                |                    |           | |
| avant 1943                               |                                | Marcellin Vivès    | Radical   | Médecin, maire de Cierp. Conseiller général de Saint-Béat (1925 → 1940) Nommé membre de la Commission administrative départementale de Haute-Garonne en 1941 Nommé membre du Conseil départemental en 1943 |
| Les données manquantes sont à compléter. |                                |                    |           | |
| avril 1978                               |                                | Paul Lorioux       |           | |
| 1983                                     | 2008                           | Bernard Fernandez  |           | |
| mars 2008                                | mai 2018                       | Joël Gros          |           | Douanier retraité Président de la CC du canton de Saint-Béat (2014 → 2016) Vice-président de la CC des Pyrénées Haut-Garonnaise (2017 → 2018) Démissionnaire                                               |
| juin 2018                                | juillet 2022                   | Jean-Pierre Lasala |           | Conducteur de travaux puis agent EDF en retraite Mort en fonction |
| septembre 2022                           | En cours (au 16 décembre 2022) | Claude Guiard      |           | Employé retraité |

## Équipements et services publics

### Enseignement
Cierp-Gaud fait partie de l'académie de Toulouse.

## Population et société

### Démographie

#### Avant la fusion des communes de 1972
Les communes de Cierp et de Gaud étaient indépendantes jusqu'en 1972, date à laquelle elles fusionnent sous le nom de Cierp-Gaud.

##### Cierp
| 1793 | 1800 | 1806 | 1821 | 1831  | 1836  | 1841  | 1846  |
| ---- | ---- | ---- | ---- | ----- | ----- | ----- | ----- |
| 861  | 740  | 744  | 765  | 1 011 | 1 115 | 1 141 | 1 223 |

| 1851  | 1856  | 1861  | 1866  | 1872  | 1876 | 1881 | 1886 |
| ----- | ----- | ----- | ----- | ----- | ---- | ---- | ---- |
| 1 202 | 1 028 | 1 003 | 1 012 | 1 004 | 883  | 785  | 870  |

| 1891 | 1896 | 1901 | 1906 | 1911 | 1921 | 1926 | 1931 |
| ---- | ---- | ---- | ---- | ---- | ---- | ---- | ---- |
| 828  | 799  | 822  | 815  | 828  | 834  | 829  | 802  |

| 1936 | 1946 | 1954 | 1962 | 1968 | - | - | - |
| ---- | ---- | ---- | ---- | ---- | - | - | - |
| 634  | 789  | 652  | 581  | 583  | - | - | - |

##### Gaud
| 1793 | 1800 | 1806 | 1821 | 1831 | 1836 | 1841 | 1846 |
| ---- | ---- | ---- | ---- | ---- | ---- | ---- | ---- |
| 204  | 254  | 215  | 307  | 359  | 363  | 380  | 396  |

| 1851 | 1856 | 1861 | 1866 | 1872 | 1876 | 1881 | 1886 |
| ---- | ---- | ---- | ---- | ---- | ---- | ---- | ---- |
| 400  | 354  | 337  | 337  | 338  | 326  | 347  | 360  |

| 1891 | 1896 | 1901 | 1906 | 1911 | 1921 | 1926 | 1931 |
| ---- | ---- | ---- | ---- | ---- | ---- | ---- | ---- |
| 387  | 359  | 292  | 290  | 278  | 291  | 344  | 360  |

| 1936 | 1946 | 1954 | 1962 | 1968 | - | - | - |
| ---- | ---- | ---- | ---- | ---- | - | - | - |
| 317  | 324  | 268  | 341  | 371  | - | - | - |

#### Cierp-Gaud-Signac
De 1973 à 1983, la commune de Signac et celle de Cierp-Gaud fusionnent sous le nom de Cierp-Gaud-Signac.
| 1975 | 1982  |
| ---- | ----- |
| 950  | 1 019 |

#### Cierp-Gaud
En 1983, la commune de Signac reprend son indépendance et Cierp-Gaud-Signac redevient Cierp-Gaud.
À partir du XXIe siècle, les recensements réels des communes de moins de 10 000 habitants ont lieu tous les cinq ans. Pour Cierp-Gaud, cela correspond à 2006, 2011, etc.. Les autres dates de « recensements » (2009, etc.) sont des estimations légales.
| 1990 | 1999 | 2006 | 2009 | - | - | - | - |
| ---- | ---- | ---- | ---- | - | - | - | - |
| 990  | 865  | 892  | 883  | - | - | - | - |

#### Évolution recalculée sur le territoire actuel de la commune
Les tableau et graphique suivants correspondent aux habitants rassemblés des communes de Cierp et Gaud jusqu'en 1973, à ceux de Cierp-Gaud-Signac moins les habitants recensés sur Signac jusqu'en 1983, puis ceux de Cierp-Gaud depuis.
Sur le territoire actuel, la population a donc atteint un maximum en 1846 avec 1 619 habitants, puis a baissé périodiquement jusqu'à aujourd'hui.
| 1793  | 1800 | 1806 | 1821  | 1831  | 1836  | 1841  | 1846  | 1851  |
| ----- | ---- | ---- | ----- | ----- | ----- | ----- | ----- | ----- |
| 1 065 | 994  | 959  | 1 072 | 1 370 | 1 478 | 1 521 | 1 619 | 1 602 |

| 1856  | 1861  | 1866  | 1872  | 1876  | 1881  | 1886  | 1891  | 1896  |
| ----- | ----- | ----- | ----- | ----- | ----- | ----- | ----- | ----- |
| 1 382 | 1 340 | 1 349 | 1 342 | 1 209 | 1 132 | 1 230 | 1 215 | 1 158 |

| 1901  | 1906  | 1911  | 1921  | 1926  | 1931  | 1936 | 1946  | 1954 |
| ----- | ----- | ----- | ----- | ----- | ----- | ---- | ----- | ---- |
| 1 114 | 1 105 | 1 106 | 1 125 | 1 173 | 1 162 | 951  | 1 113 | 920  |

| 1962 | 1968 | 1975 | 1982 | 1990 | 1999 | 2006 | 2011 | 2016 |
| ---- | ---- | ---- | ---- | ---- | ---- | ---- | ---- | ---- |
| 922  | 954  | 874  | 944  | 990  | 862  | 892  | 815  | 738  |

| 2021 | 2022 | - | - | - | - | - | - | - |
| ---- | ---- | - | - | - | - | - | - | - |
| 707  | 696  | - | - | - | - | - | - | - |

| selon la population municipale des années : | 1968 | 1975 | 1982 | 1990 | 1999 | 2006 | 2009 | 2013 |
| Rang de la commune dans le département      | 127  | 97   | 114  | 119  | 154  | 167  | 172  | 194  |
| Nombre de communes du département           | 592  | 582  | 586  | 588  | 588  | 588  | 589  | 589  |

### Manifestations culturelles et festivités
Poterie, peinture, musique, fêtes locale mi-juillet, école de danse, bibliothèque,

### Sports et loisirs
Complexe sportif, randonnée pédestre dans les Pyrénées, canoë-kayak, rafting, escalade sur parois naturelles, chasse, pétanque,
Rugby
En préparation et étude cierp-gaud-marignan xv
Couleurs marron et jaune
Rugby éducatif et rugby à 7[réf. nécessaire]

## Économie

### Revenus
En 2018  (données Insee publiées en septembre 2021), la commune compte 374 ménages fiscaux, regroupant 705 personnes. La médiane du revenu disponible par unité de consommation est de 19 610 € (23 140 € dans le département).

### Emploi
|                | 2008  | 2013  | 2018  |
| -------------- | ----- | ----- | ----- |
| Commune        | 7,6 % | 8,4 % | 9 %   |
| Département    | 7,7 % | 9,6 % | 9,3 % |
| France entière | 8,3 % | 10 %  | 10 %  |

En 2018, la population âgée de 15 à 64 ans s'élève à 404 personnes, parmi lesquelles on compte 70,5 % d'actifs (61,5 % ayant un emploi et 9 % de chômeurs) et 29,5 % d'inactifs,. Depuis 2008, le taux de chômage communal (au sens du recensement) des 15-64 ans est inférieur à celui de la France et du département.
La commune fait partie de la couronne de l'aire d'attraction de Bagnères-de-Luchon, du fait qu'au moins 15 % des actifs travaillent dans le pôle,. Elle compte 222 emplois en 2018, contre 213 en 2013 et 212 en 2008. Le nombre d'actifs ayant un emploi résidant dans la commune est de 254, soit un indicateur de concentration d'emploi de 87 % et un taux d'activité parmi les 15 ans ou plus de 44,6 %.
Sur ces 254 actifs de 15 ans ou plus ayant un emploi, 91 travaillent dans la commune, soit 36 % des habitants. Pour se rendre au travail, 85,1 % des habitants utilisent un véhicule personnel ou de fonction à quatre roues, 3,9 % les transports en commun, 4,6 % s'y rendent en deux-roues, à vélo ou à pied et 6,4 % n'ont pas besoin de transport (travail au domicile).

### Activités hors agriculture

#### Secteurs d'activités
84 établissements sont implantés  à Cierp-Gaud au 31 décembre 2019. Le tableau ci-dessous en détaille le nombre par secteur d'activité et compare les ratios avec ceux du département,.
| Secteur d'activité                                                                                        | Commune | Commune | Département |
| Secteur d'activité                                                                                        | Nombre  | %       | %           |
| --- | ------- | ------- | ----------- |
| Ensemble                                                                                                  | 84      | 100 %   | (100 %)     |
| Industrie manufacturière, industries extractives et autres                                                | 6       | 7,1 %   | (5,7 %)     |
| Construction                                                                                              | 16      | 19 %    | (12 %)      |
| Commerce de gros et de détail, transports, hébergement et restauration                                    | 25      | 29,8 %  | (25,9 %)    |
| Information et communication                                                                              | 3       | 3,6 %   | (4,1 %)     |
| Activités financières et d'assurance                                                                      | 1       | 1,2 %   | (3,8 %)     |
| Activités immobilières                                                                                    | 1       | 1,2 %   | (4,2 %)     |
| Activités spécialisées, scientifiques et techniques et activités de services administratifs et de soutien | 6       | 7,1 %   | (19,8 %)    |
| Administration publique, enseignement, santé humaine et action sociale                                    | 16      | 19 %    | (16,6 %)    |
| Autres activités de services                                                                              | 10      | 11,9 %  | (7,9 %)     |

Le secteur du commerce de gros et de détail, des transports, de l'hébergement et de la restauration est prépondérant dans la commune puisqu'il représente 29,8 % du nombre total d'établissements de la commune (25 sur les 84 entreprises implantées  à Cierp-Gaud), contre 25,9 % au niveau départemental.

#### Entreprises et commerces
Les trois entreprises ayant leur siège social sur le territoire communal qui génèrent le plus de chiffre d'affaires en 2020 sont : 
- Lukas, supermarchés (8 392 k€)
- Pyrenees Ho, autres activités récréatives et de loisirs (277 k€)
- Ouarmin Opticien, commerces de détail d'optique (118 k€)

### Agriculture
|               | 1988 | 2000 | 2010 | 2020 |
| ------------- | ---- | ---- | ---- | ---- |
| Exploitations | 7    | 6    | 2    | 1    |
| SAU (ha)      | 63   | 58   | 37   | 35   |

La commune est dans les « Pyrénées centrales », une petite région agricole occupant le sud du département de la Haute-Garonne, massif montagneux où s’étagent les vallées profondes, la forêt et les zones intermédiaires, les estives. En 2020, l'orientation technico-économique de l'agriculture  dans la commune est l'élevage d'ovins ou de caprins. Une seule  exploitation agricole ayant son siège dans la commune est recensée lors du recensement agricole de 2020 (sept en 1988). La superficie agricole utilisée est de 35 ha,,.

## Culture locale et patrimoine

### Lieux et monuments

#### Cierp
- Château du XVIe siècle avec des tourelles du XIXe siècle[65], siège de l'actuelle mairie.
- Église Notre-Dame de Cierp.
- Lavoir.
- Grotte sarrasine.
- Fontaine.

#### Gaud
Partie basse
- Église Notre-Dame de Gaud.
- Un ancien lavoir.

Partie haute
- Sanctuaire de Notre-Dame de Souesté. La chapelle a été reconstruite en 1849 et restaurée en 1962. (Deux statues de la Vierge à l'Enfant sculptées en bois et dorée sont inscrites à l'inventaire des monuments historiques[66],[67]).
- Une croix latine monumentale en bois.
- Deux croix latine en fer forgé.
- Lavoir, abreuvoir.

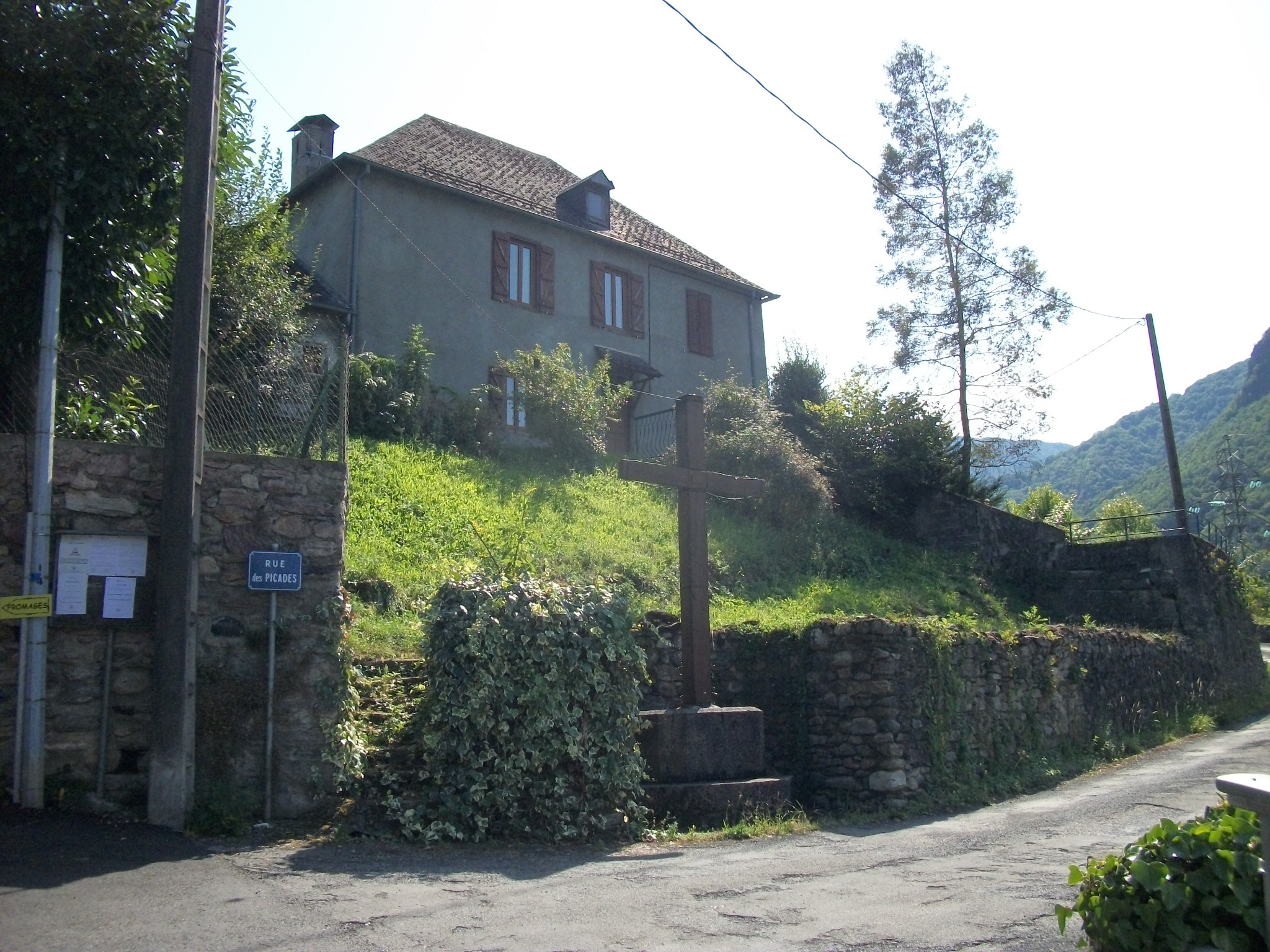
Monument avec une croix en bois à l'entrée de la partie haute du village
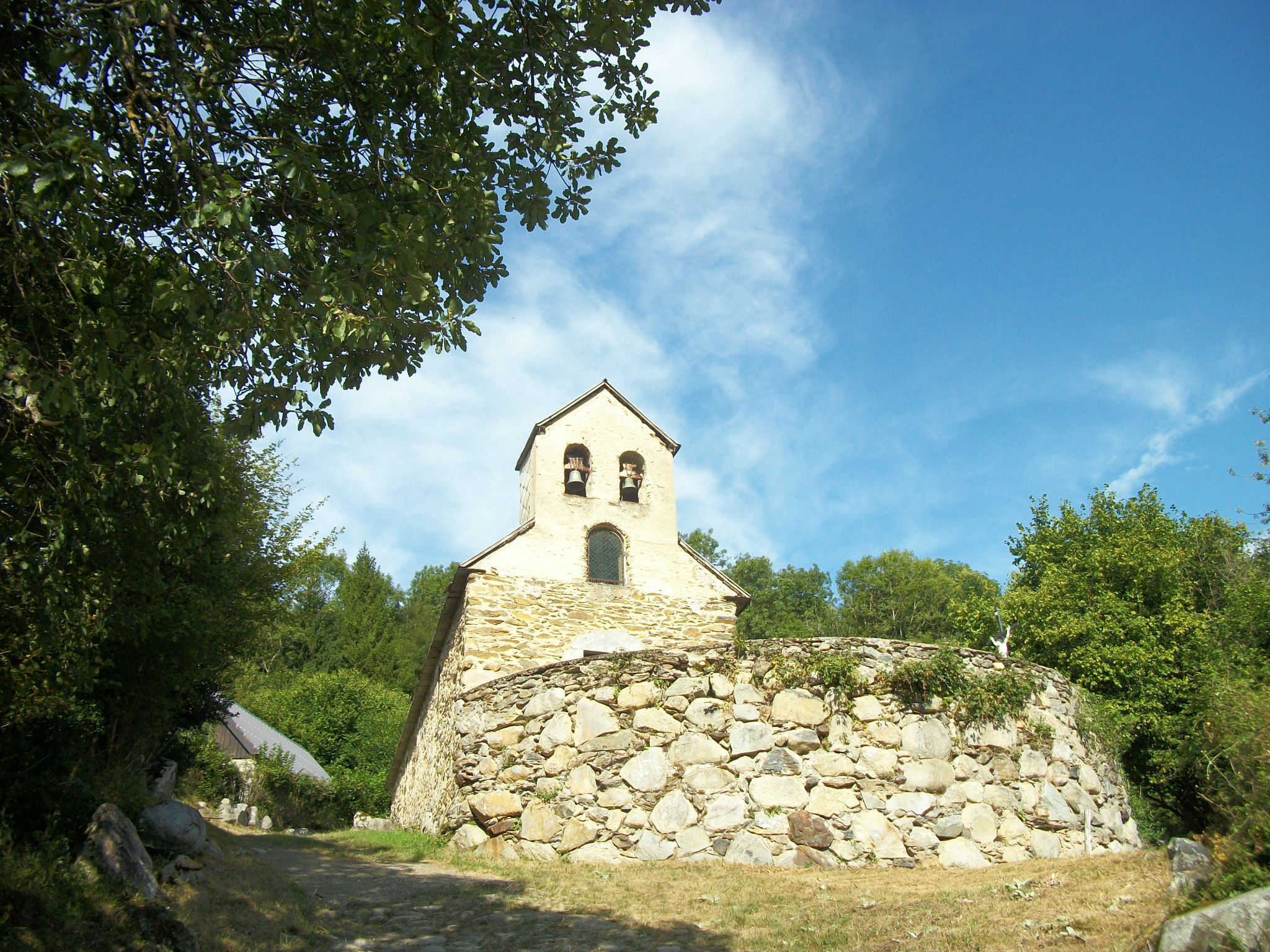
La chapelle Notre-Dame de Souesté, partie haute
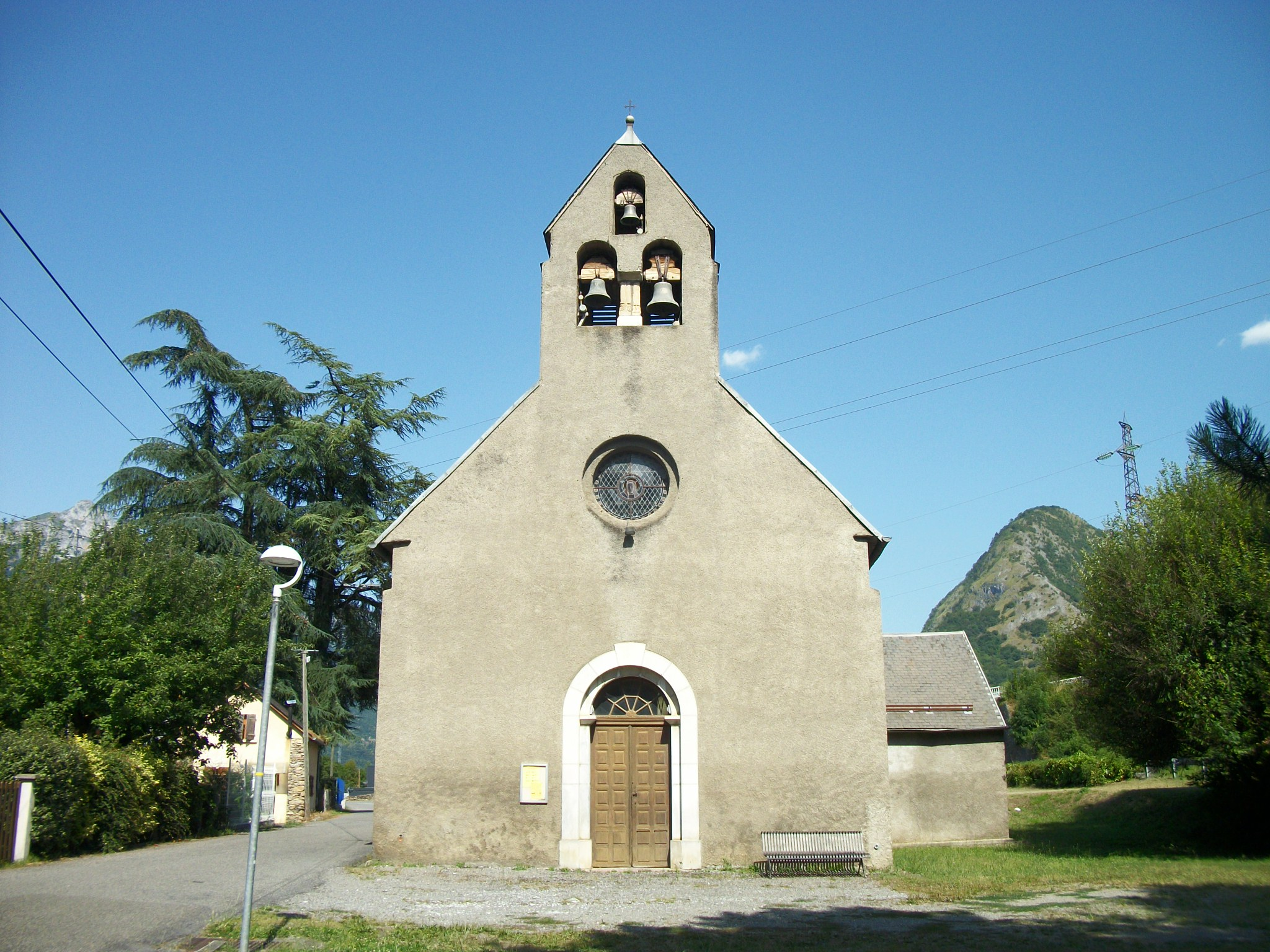
Église Notre-Dame de Gaud
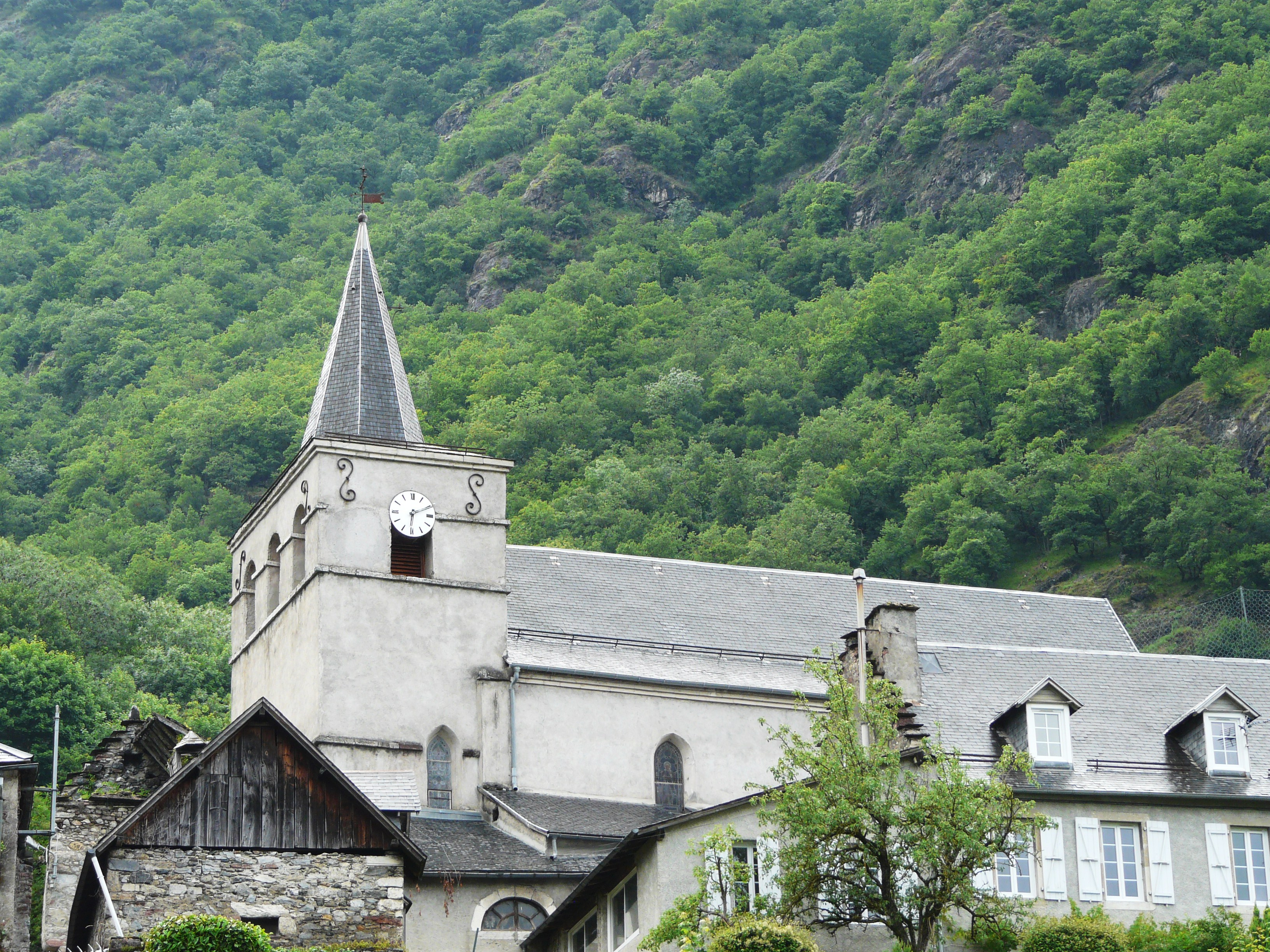
L'église Notre-Dame de Cierp.

### Personnalités liées à la commune
- Yves Heurté (1926-2006), médecin à Cierp-Gaud de 1953 à 1988, écrivain et poète, est mort à Cierp-Gaud.
- Jean-Pierre Lopez (1943-), footballeur né à Cierp.
- Robert Thon (1929-2002), peintre, a passé sa jeunesse à Cierp.

### Héraldique
| Blason de Cierp | Blason de Cierp : Tiercé en bande de sable, d'or et d'azur. Blason de Gaud : Taillé de gueules et de sinople. | Blason de Gaud |

## Pour approfondir